# Ebi Smolarek
Euzebiusz „Ebi“ Smolarek [ɛuˈzɛbʲuʃ smɔˈlarɛk] (* 9. Januar 1981 in Łódź) ist ein ehemaliger polnischer Fußballspieler und heutiger -trainer.

## Kindheit
Euzebiusz Smolarek kam 1981 in Łódź als Sohn des Fußballprofis Włodzimierz Smolarek zur Welt. Sein Vorname ist eine Hommage an den ehemaligen portugiesischen Fußballer Eusébio. 1986 siedelte die Familie nach Frankfurt über, als Włodzimierz Smolarek bei Eintracht Frankfurt unterschrieben hatte. Als Włodzimierz 1988 zum niederländischen Erstligisten Feyenoord Rotterdam wechselte, folgten ihm Ebi und seine Mutter in die Niederlande und blieben nach dessen Karriereende dort. Niederländisch ist die Muttersprache von Euzebiusz.

## Leben

### Verein
Smolarek begann mit dem Fußballspielen in der Jugend des Spirit Oudekerk a. d. IJssel. 1999 ging er in die Jugend von Feyenoord Rotterdam, die damals von seinem Vater trainiert wurde. Nach einem Jahr erhielt er einen Profivertrag. Mit der Profimannschaft gewann er 2002 den UEFA-Cup. Im Finale im eigenen Stadion wurde sein späterer Arbeitgeber Borussia Dortmund mit 3:2 bezwungen; Smolarek saß im Finale nur auf der Bank. Kurz davor war bekannt geworden, dass er im Viertelfinale bei der Dopingkontrolle positiv auf Cannabinol getestet worden war, wofür er dann drei Monate gesperrt wurde.
Smolarek wechselte in der Winterpause 2004/05 auf Leihbasis von Feyenoord zu Borussia Dortmund. Für die Saison 2005/06 verpflichtete Borussia Dortmund den Stürmer fest und gab ihm einen bis 2009 laufenden Vertrag. Zur Saison 2006/07 hatte Borussia Dortmund Nelson Valdez und Alexander Frei verpflichtet, wodurch Smolarek zu Beginn der Saison seinen Stammplatz verlor. Durch eine Systemumstellung von Trainer Bert van Marwijk und nicht zuletzt nach guten Leistungen im polnischen Nationalteam (u. a. erzielte er zwei Treffer gegen den WM-Vierten Portugal) erhielt er diesen jedoch zurück.
Im August 2007 wechselte Smolarek in die Primera División zu Racing Santander. Einen Teil der Ablösesumme musste Borussia Dortmund an Feyenoord Rotterdam abtreten. Bei seinem Debüt für Racing gegen den FC Barcelona erhielt Smolarek bereits 13 Minuten nach seiner Einwechslung die Rote Karte. Smolarek spielte in 34 Partien (vier Tore) und belegte mit Racing Santander den sechsten Tabellenplatz. Am 30. August 2008 liehen ihn die Bolton Wanderers für ein Jahr bis zum 30. Juni 2009 aus und besaßen eine Kaufoption. Für den Verein kam er zu zwölf Einsätzen; die Bolton Wanderers platzierten sich zum Saisonende auf dem 13. Rang. Eine Kaufoption wurde nicht genutzt und Smolarek löste nach der Saison 2008/09 seinen Vertrag bei Racing Santander auf.

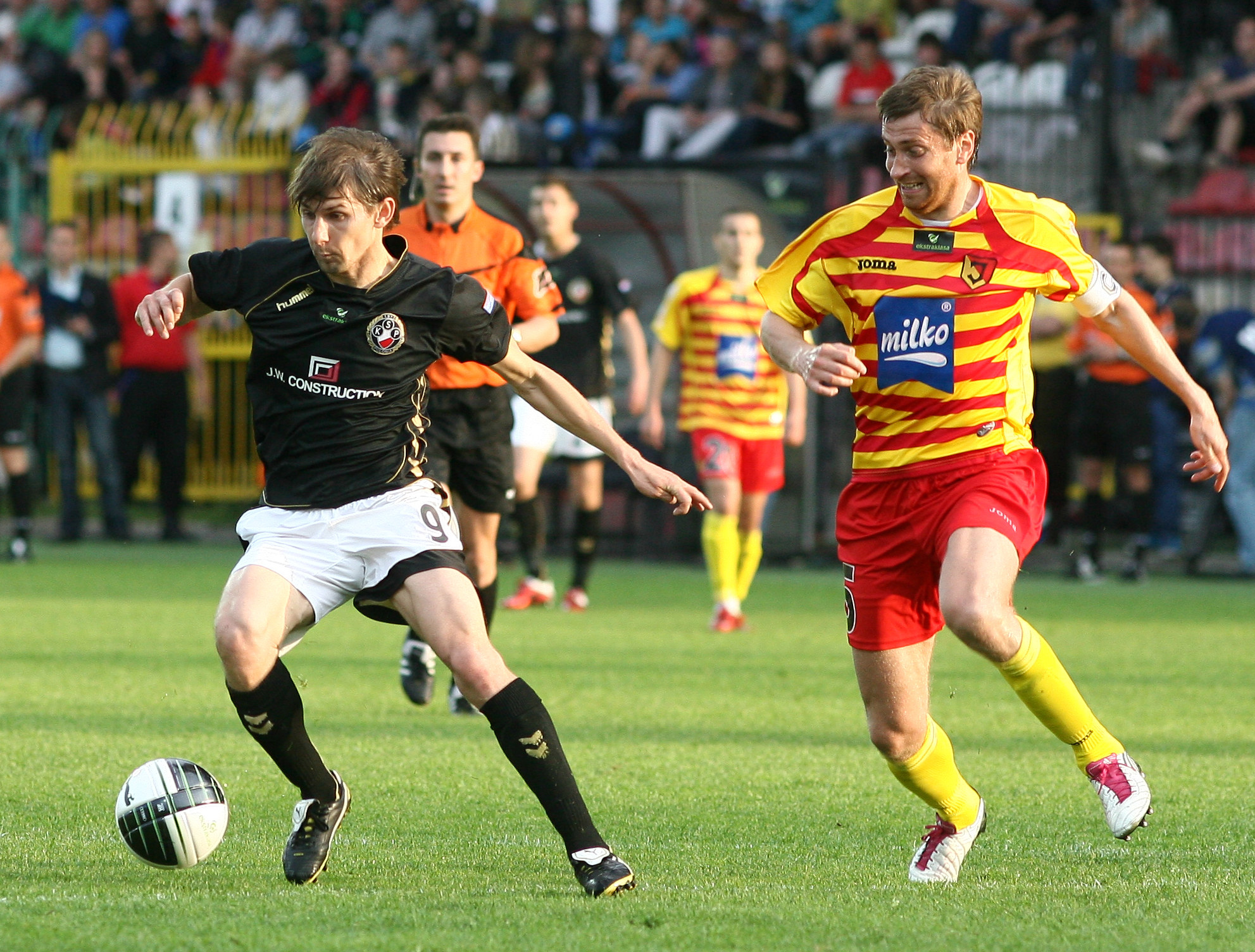
Euzebiusz Smolarek (links) im Duell mit Andrius Skerla (2011)

Am 14. Dezember 2009 unterschrieb er einen Zweieinhalbjahresvertrag beim griechischen Erstligaklub AO Kavala und absolvierte 15 Partien im Punktspielbetrieb, in denen er drei Tore erzielte. Zum Ende der Saison belegte der Verein den sechsten Tabellenplatz. Am 26. Juli 2010 kehrte Smolarek in sein Geburtsland zurück und unterschrieb beim Erstligisten Polonia Warschau einen Zweijahresvertrag. In 23 Punktspieleinsätzen gelangen ihm sieben Tore und mit Polonia Warschau platzierte er sich auf dem siebten Rang. Nach einem Jahr wechselte er nach Asien zum katarischen Klub Al-Khor Sports Club. Am 31. Januar 2012 kehrte Smolarek in die Niederlande zurück und schloss sich dem Erstligisten ADO Den Haag an, bei dem er einen bis zum Saisonende 2011/12 laufenden Vertrag unterschrieb. Für den Verein kam er zu zwölf Einsätzen (drei Tore) und sicherte sich mit dem 15. Tabellenplatz den Klassenerhalt.
Nachdem Smolarek zunächst keinen neuen Verein gefunden hatte, unterschrieb er im September 2012 einen Einjahresvertrag mit Option auf ein weiteres Jahr beim polnischen Erstligisten Jagiellonia Białystok. In 20 Einsätzen gelangen ihm vier Tore und sein Verein belegte den zehnten Platz in der Liga.
Im Juli 2014 beendete Smolarek nach einem Jahr ohne Verein seine Karriere.

### Nationalmannschaft

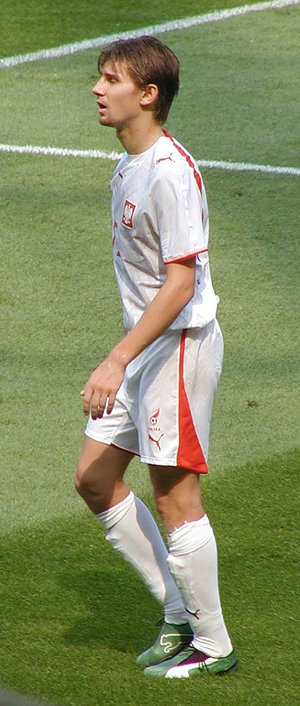
Smolarek im Nationaltrikot Polens (2006)

Am 13. Februar 2002 gab er sein Debüt für die polnische Nationalmannschaft beim 4:1-Sieg gegen Nordirland. Erst zwei Jahre später wurde er ein zweites Mal in die Nationalelf berufen. Am 31. März 2004 durfte er gegen die Auswahl der USA auflaufen. Seit diesem Zeitpunkt wurde er regelmäßig nominiert. Am 3. September 2005 erzielte er einen Treffer beim 3:2-Sieg gegen Österreich in der Qualifikation zur Fußball-Weltmeisterschaft 2006 in Deutschland. Dort absolvierte er alle drei Spiele für Polen und schied mit seiner Mannschaft nach der Gruppenphase aus; ein Tor gelang Smolarek nicht.
In der Qualifikation zur Euro 2008 war er mit neun Treffern Top-Torschütze seiner Mannschaft und das Team konnte sich für die Endrunde in der Schweiz und Österreich als Tabellenerster in der Gruppe A durchsetzen. Im vorletzten Spiel der Qualifikation zur Fußball-Europameisterschaft 2008 sicherte er mit zwei Treffern zum 2:0-Sieg der polnischen Nationalmannschaft über Belgien seinem Land die erste Teilnahme an einer EM. Nach der gescheiterten Europameisterschaft, als man schon in der Vorrunde mit einem Unentschieden und zwei Niederlagen ausschied, wurde er in der Qualifikation zur Weltmeisterschaft 2010 unter Leo Beenhakker als Stammspieler nominiert. Als man jedoch frühzeitig scheiterte und der Trainer vom polnischen Fußballverband entlassen wurde, wurde Smolarek für die letzten unbedeutenden Spiele nicht mehr berücksichtigt. Auch nach der gescheiterten Qualifikation zur Weltmeisterschaft 2010 in Südafrika berücksichtigte ihn der neue Nationaltrainer Franciszek Smuda vorerst nicht mehr.
Am 4. September 2010 absolvierte er gegen die Ukraine sein erstes Spiel für die Nationalmannschaft nach längerer Abstinenz. Am 17. November 2010 lief Smolarek beim 3:1-Sieg gegen die Elfenbeinküste letztmals für die Nationalmannschaft auf.

### Nach der aktiven Karriere
Nach seinem Karriereende kehrte Smolarek als Jugendtrainer zu Feyenoord Rotterdam zurück. Seit 2019 ist er Präsident der Polnischen Vereinigung der Vertragsfußballer und pendelt daher zwischen seinem niederländischen Wohnsitz und Polen.

## Privat
Eine Zeit lang kursierte das Gerücht, dass sein neugeborener Sohn den Vornamen Messi nach dem argentinischen Fußballspieler Lionel Messi bekam. Allerdings stellte Smolarek klar, dass sein Sohn den niederländischen Vornamen Mees trägt.

## Erfolge
- Polens Fußballer des Jahres: 2005, 2006, 2007
- UEFA-Cup-Sieger: 2002
- WM-Teilnahme: 2006
- EM-Teilnahme: 2008